# Albuca navicula
Albuca navicula är en sparrisväxtart som beskrevs av U.Müll.-doblies. Albuca navicula ingår i släktet Albuca och familjen sparrisväxter. Inga underarter finns listade i Catalogue of Life.